# B3 (мини-альбом)
B3 — мини-альбом британской альтернативной рок-группы Placebo, выпущенный 15 октября 2012 под звукозаписывающим лейблом Vertigo.

## История
В 2010 году участники группы Брайан Молко и Стефан Ольсдаль публично заявили, что они работают над материалом для студийного альбома. 23 ноября 2011 года группа объявила через свою страницу в Facebook и на официальном сайте, что они вернутся в студию в 2012 году, чтобы записать свой седьмой студийный альбом. Placebo подтвердили в конце мая 2012 года, что они рассчитывают выпустить несколько треков к концу года. В августе 2012 года, Молко рассказал на итальянском Rai Radio 2, что новый сингл под названием «B3» будет выпущен в сентябре и новый альбом, как ожидается, будет выпущен в марте 2013 года.
14 сентября 2012 года группа объявила о том, что они выпустят мини-альбом под названием B3 12 октября.

## Релиз
B3 был выпущен 15 октября под звукозаписывающим лейблом Vertigo, на три дня позже, чем предполагалось. B3 достигнул 65 места в британских чартах.
Музыкальное видео на сингл «B3» было выпущено 17 октября.

## Список песен
| №  | Название                                 | Длительность |
| -- | ---------------------------------------- | ------------ |
| 1. | «B3»                                     | 4:10         |
| 2. | «I Know You Want to Stop (Minxus cover)» | 3:04         |
| 3. | «The Extra»                              | 4:20         |
| 4. | «I.K.W.Y.L.»                             | 5:10         |
| 5. | «Time Is Money»                          | 7:15         |

## Участники записи

### Placebo
- Брайан Молко
- Стефан Ольсдаль
- Стив Форрест

### Дополнительные музыканты
- Фиона Брайс